# Blues

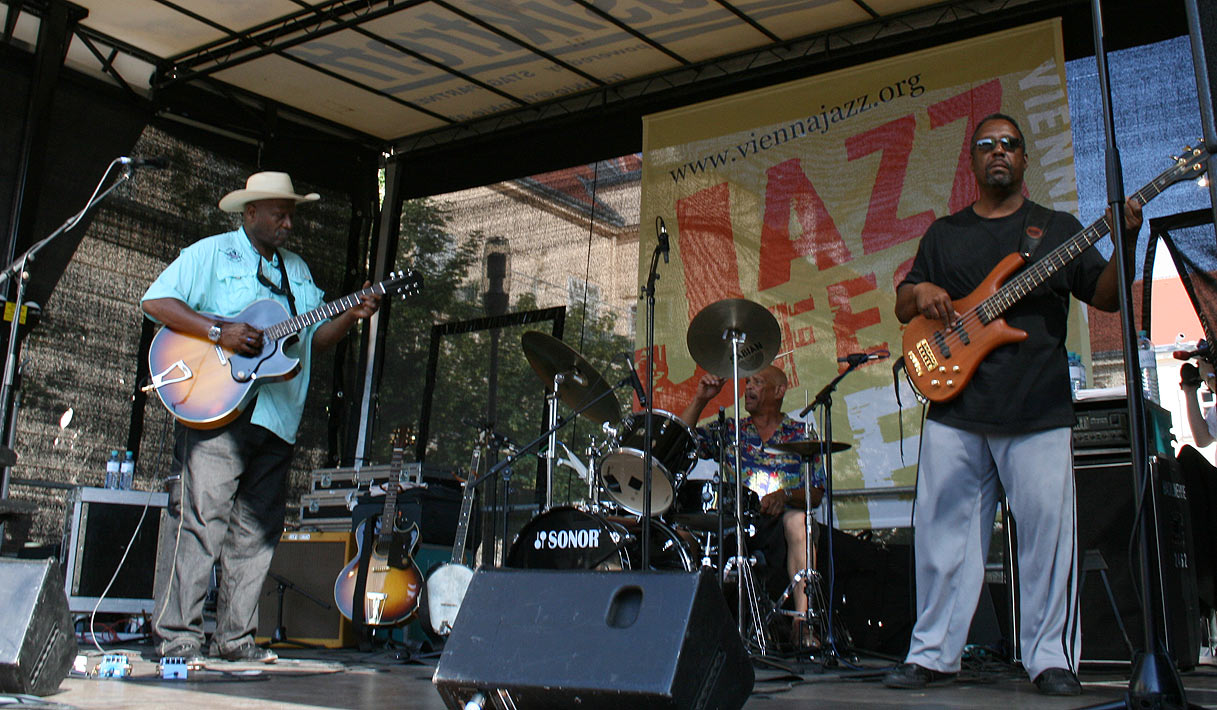
Taj Mahal Blues Trio

Blues è un genere musicale nonché un tipo di musica vocale e strumentale caratterizzata da una struttura di dodici battute, che vengono poi ripetute, e nella melodia dall'uso delle cosiddette blue notes. Viene talvolta identificato come un genere musicale a sé stante.
Sebbene ragtime e spiritual non abbiano la stessa origine né la stessa storia del blues, questi tre stili musicali afroamericani si sono fortemente influenzati tra loro.
Jazz e blues condividono l'origine geografica (Nord America) e si sono sviluppati in contemporanea.
Le radici del blues sono da ricercare tra i canti delle comunità di schiavi afroamericani nelle piantagioni degli stati meridionali degli Stati Uniti d'America (la cosiddetta Cotton Belt, da qui la canzone Pick a bale of cotton). La struttura antifonale (di chiamata e risposta) e l'uso delle blue note (un intervallo di quinta diminuita che l'armonia classica considera dissonante e che in Italia valse al blues il nomignolo di musica stonata) apparentano il blues alle forme musicali dell'Africa occidentale.
A partire da queste umili origini, il blues crebbe fino a diventare la forma di musica popolare più registrata al mondo, finendo per influenzare fortemente, o addirittura a far nascere, molti degli stili della musica popolare moderna e diventando, a partire dagli anni 1960, uno dei fattori d'influenza dominanti nella musica pop.  Tra i generi che furono più direttamente influenzati dal blues, ricordiamo il rock and roll.

## Il significato del nome
Blues nasce dall'espressione "to have the blue devils" (letteralmente: avere i diavoli blu) col significato di "essere triste, agitato, depresso". L'espressione, attestata nella lingua inglese a partire dal XVII secolo, si riferiva in origine allo stato allucinatorio che segue alle crisi di astinenza da alcool. All'epoca "blue" era un sinonimo gergale di "ubriaco" e per questo motivo le leggi che vietavano la vendita di alcolici la domenica erano indicate come "Blue laws". Verso la fine del 1700, un ballo di coppia lento diffuso nelle taverne veniva indicato come "blues" o "slow drag".  Dopo la guerra di secessione americana, le espressioni "to be blue"/"to have the blues" (essere blu/avere i blu) vennero ad indicare uno stato di sofferenza, di tristezza o di malinconia, distaccato dall'originaria associazione con l'ubriachezza. L'uso dell'espressione tra la popolazione afroamericana per designare la musica associata a tale stato potrebbe essere addirittura posteriore al 1900. A quel punto i due significati (extramusicale e musicale) si fusero, e divenne comune dire il musicista blues suonava o cantava per "liberarsi dei blues". Questa associazione tra il sentimento blues ("blues feeling") e il genere musicale assunse grande importanza, e l'idea che l'espressione del sentimento blues - al di sopra del mezzo tecnico - costituisca l'essenza della musica è fortemente radicata nella comunità blues.

## Storia

### Le origini del blues

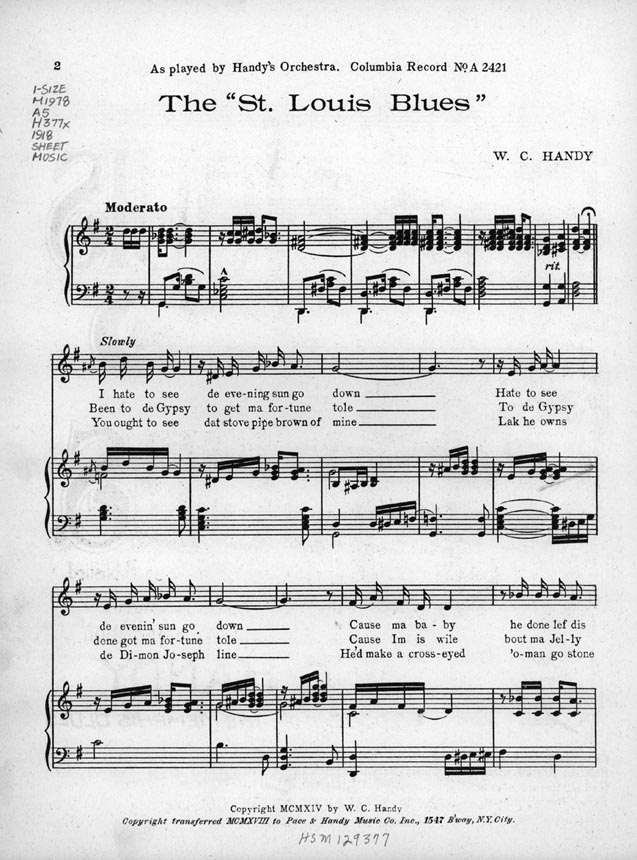
Spartito di "Saint Louis Blues"

Come avviene per altre forme di musica popolare, le origini del blues, in quanto poco documentate e oscure, sono oggetto di tante discussioni.
In particolare non c'è una precisa data di nascita per questo genere musicale: la traccia più antica di una forma musicale simile al blues è il racconto che, nel 1901, fece un archeologo del Mississippi, descrivendo il canto di lavoratori neri che sembra avere affinità melodiche e liriche con il blues di oggi. Non è, dunque, possibile stabilire con esattezza una data che segni l'origine del genere, tuttavia un anno fondamentale fu il 1865, anno dell'abolizione della schiavitù negli Stati Uniti d'America: ottenuta la libertà, numerosi ex schiavi-musicisti iniziarono a portare la loro musica fuori dalle piantagioni e, nel giro di qualche decennio, questo genere fu noto ai più fino a giungere alle prime attestazioni che ci sono pervenute.
Uno dei più importanti antenati del blues è senz'altro lo spiritual, una forma di canto devozionale nato dalle riunioni di devoti durante il Grande risveglio dei primi anni del XIX secolo. Di argomento malinconico e appassionato, rispetto al blues gli spiritual avevano accenti meno personali e rivolti alla persona del cantante, riferendosi spesso alla condizione dell'umanità in generale e al suo rapporto con Dio, e i testi erano corrispondentemente meno profani.
Altri antenati del blues vanno cercati fra le work song (canzone di lavoro) degli schiavi di colore (field hollers) e di altra provenienza (canti dei portuali o stevedore; canti dei manovali o roustabout), che risuonavano in America all'epoca della Guerra di secessione (e anche negli anni successivi, in cui la condizione di soggezione e povertà degli afroamericani persistette nonostante l'abolizione della schiavitù). Da questi il blues ereditò probabilmente la sua struttura di call and response ("chiamata e risposta"), di origine africana, mutuando invece la sua struttura armonica e strumentale dalla tradizione europea.

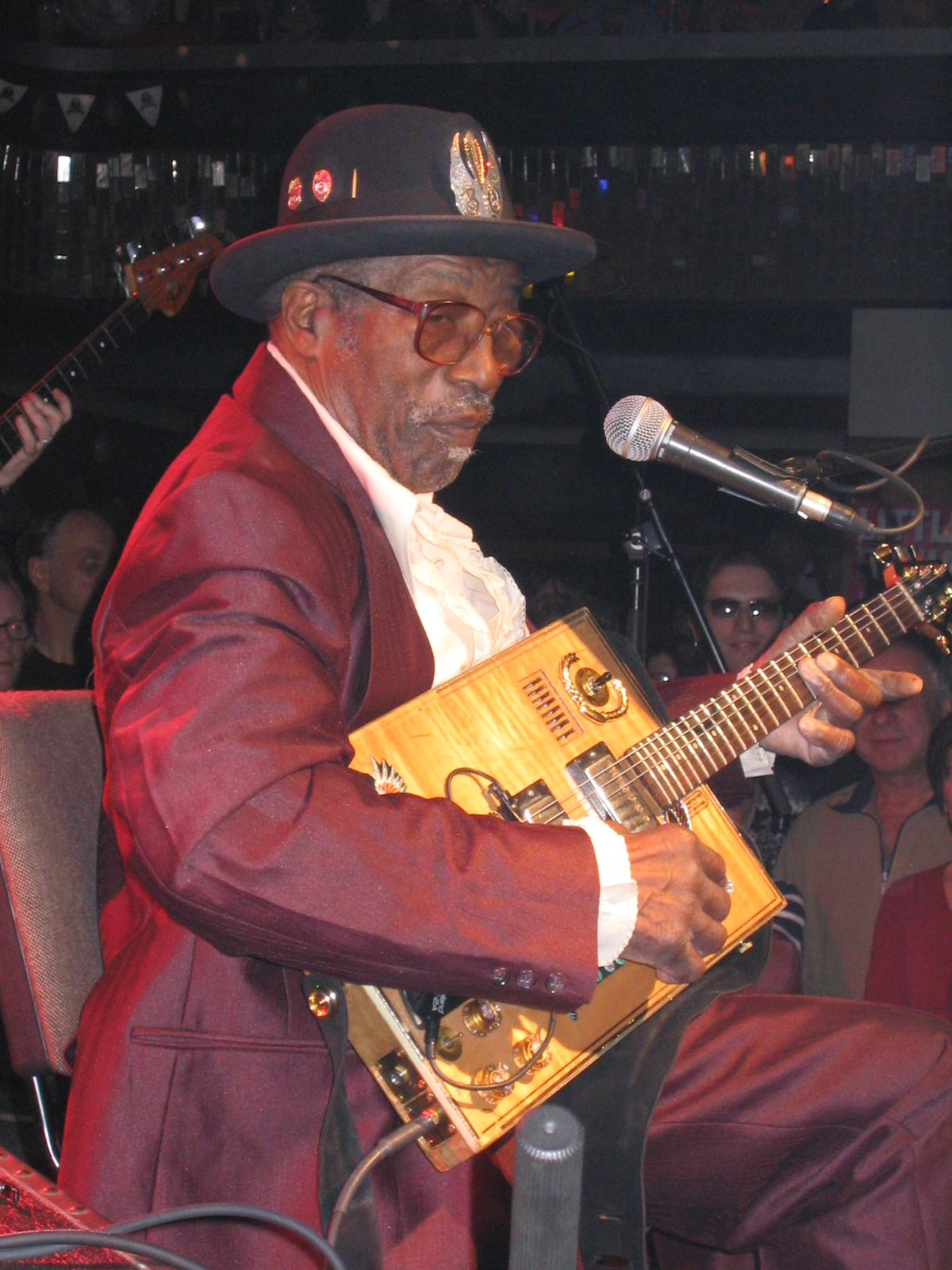
Bo Diddley in concerto a Praga nel 2005

Molte delle caratteristiche del blues, a cominciare dalla struttura antifonale e dall'uso delle blue notes, possono essere fatte risalire alla musica africana. Sylviane Diouf ha individuato molti tratti, tra cui l'uso di melismi e la pesante intonazione nasale, che fanno pensare a parentele con la musica dell'Africa centrale e occidentale. L'etnomusicologo Gerhard Kubik, professore all'Università di Magonza, in Germania, e autore di uno dei più completi trattati sulle origini africane del blues (Africa and the Blues), è stato forse il primo ad attribuire certi elementi del blues alla musica islamica dell'Africa Centrale e Occidentale:
"Gli strumenti a corda (i preferiti dagli schiavi provenienti dalle regioni islamiche) erano generalmente tollerati dai padroni che li consideravano simili agli strumenti europei come il violino. Per questo motivo gli schiavi che riuscivano a procurarsi un banjo avevano più possibilità di suonare in pubblico. Questa musica solista degli schiavi aveva alcune caratteristiche dello stile di canzone arabo-islamica che era stata presente per secoli nell'Africa centro-occidentale".
Kubik fa inoltre notare che la tecnica, tipica del Mississippi e ricordata dal bluesman W. C. Handy nella sua autobiografia, di suonare la chitarra usando la lama di un coltello, ha corrispettivi in Africa. Anche il diddley bow, uno strumento casalingo fatto da una singola corda tesa su un'asse di legno, che viene pizzicata modulando il suono tramite uno slide fatto di vetro e che si incontrava spesso nell'America meridionale agli inizi del Novecento, era di derivazione africana.
Si ritiene che il bluesman più anziano per nascita di cui abbiamo una registrazione discografica sia Daddy Stovepipe, nato nel 1867, "one man band" chitarrista, cantante, armonicista e suonatore di "Kazoo" e altri strumenti autocostruiti,  di cui ci rimane la canzone "Sundown Blues" incisa nel 1924, ma le cui prime esibizioni con prodromi blues risalgono attorno al 1890.
Nel corso della sua evoluzione, il blues acquisì alcune delle sue caratteristiche dalle "arie etiopi", gli spettacoli minstrel e dal ragtime. In questo periodo il blues, come testimoniato ad esempio dalle registrazioni di Leadbelly e di Henry Thomas, ha molte forme diverse, le più frequenti essendo le forme in dodici, otto o sedici battute basate sul giro tonica - sottodominante - dominante descritto nel seguito. La forma del blues standard in dodici battute fa la sua apparizione documentata nelle comunità afroamericane nel tratto meridionale del Mississippi, sulla Beale Street di Memphis, e nelle orchestre bianche di New Orleans.

## Caratteristiche

### Struttura musicale e testi
Poiché i musicisti che crearono il blues solo di rado avevano ricevuto un'educazione formale o erano in grado di leggere e scrivere gli spartiti, l'improvvisazione, orale e scritta, giocava una parte importante in questa forma musicale. Questa venne agevolata dall'esistenza di un certo numero di forme (pattern) fisse, tra le quali la più universale e riconosciuta è certamente quella in 12 battute, suddivise in 3 frasi (musicali e testuali): 4 battute sull'accordo di tonica (a volte con la settima minore aggiunta nella quarta battuta), due sull'accordo della sottodominante e ancora due sulla tonica, e infine due accordi di settima di dominante seguiti da due di tonica. Questa forma si presta ad essere eseguita in ogni tonalità: particolarmente frequentate sono la tonalità di Mi (quando lo strumento principale è la chitarra) e quelle di Fa e Si bemolle (particolarmente comode per strumenti traspositori quali il saxofono).
Esistono anche schemi su 16 o 24 misure, ottenuti generalmente introducendo, nello schema base in 12, segmenti addizionali di 4 misure con varie funzioni e strutture tematiche. Con l'affermarsi dell'industria musicale all'inizio del 1900 vennero chiamati "blues" composizioni che ne utilizzavano la struttura pur essendo dotate di uno spartito che ne fissava l'esecuzione (ad esempio Nigger Blues di Le Roy "Lasses" White, 1912 e St. Louis Blues di W.C. Handy, 1914). Il successo, anche discografico, di queste ultime fece poi sì che il termine blues venisse adoperato anche per dare il titolo a composizioni musicali di forma completamente autonoma, ad esempio Limehouse Blues (Furber-Braham, 1924).
La melodia o il canto blues hanno un impianto antifonale di chiamata-risposta, che divenne quasi fissa a partire dagli anni 1920. La forma standard è divisa in tre parti: chiamata nelle prime 4 misure, risposta nelle successive 4 (spesso consistente nella ripetizione della prima frase) e conclusione nelle ultime, ad esempio:
```
                            I’m troubled in mind, baby, feelin’ blue and sad.
                            I’m troubled in mind, baby, feelin’ blue and sad.
                            The blues ain’t nothin’ but a good man feelin’ bad.
```

Il numero di ritornelli non è fisso, e l'argomento trattato è sempre intensamente personale, e normalmente malinconico. Vi erano anche molti testi di argomento velatamente o esplicitamente sessuale (dirty blues), che contribuirono a dare al blues, e ai suoi interpreti, una pessima fama.
Le scale utilizzate dal cantante (o dagli strumenti solisti, se il pezzo è strumentale) sono prevalentemente la scala pentatonica minore (in Do: Do, Mib, Fa, Sol, Sib, Do) e la scala blues (in Do: Do, Mib, Fa, Solb, Sol, Sib, Do).
L'uso di scale pentatoniche e del loro adattamento alle varie scale europee produce un senso di indefinitezza tonale, comunicato dal caratteristico abbassamento del terzo e settimo grado della scala diatonica (blue notes). Si noti che questo comporta una dissonanza caratteristica tra l'armonizzazione (che nel blues maggiore, usa terze maggiori) e la melodia (le cui scale tipiche usano terze minori): questo modo di cantare in minore su maggiore rappresenta una delle ambiguità tipiche del blues.
Quantunque il blues abbia struttura, schemi musicali e sonorità affini al gospel si oppone a quest'ultimo proprio per la caratteristica di empietà dissacratoria che spesso lo accompagna, e che mal si adatta ai temi sacri trattati dai gospel cantati dai predicatori nelle comunità cristiane. La semplicità stessa dei temi e della struttura permette a questo genere di essere eseguito con strumentazioni al limite dell'essenziale.
Lo strumento che fu più utilizzato dai primi musicisti neri liberati dalla schiavitù (a parte l'elastico inchiodato alla tavola) fu la cosiddetta cigar box, una specie di chitarra a due, tre o quattro corde che come corpo recava spesso una scatola di sigari, ma andavano bene anche altri contenitori in legno o metallo. Le corde abbastanza alte ne permettevano un uso agevole con lo slide (cilindro di vetro ricavato dal collo di una bottiglia), ma precludevano l'uso delle dita della mano sinistra sulla tastiera, anche per il fatto che la tastiera non recava tasti di riferimento e tutto era lasciato all'orecchio del musicista. L'uso della chitarra fu la naturale conseguenza; l'esigenza di esibirsi in locali sempre più importanti con altri musicisti ne impose l'uso. L'armonica è l'altro strumento più usato nel blues. In definitiva si può dire che quasi tutti gli strumenti esistenti sono stati usati per fare blues e che i neri d'America hanno inizialmente impiegato quelli più economici e di facile reperibilità.

### Scale e accordi

Scala pentatonica minore

Queste "stonature",o meglio deviazioni dalla scala diatonica occidentale, ancora oggi sono il marchio indelebile del suono blues, e si possono classificare in diversi tipi a seconda dell'intervallo alle quali sono applicate. Di seguito verranno analizzate alcune di queste particolarità, per comprendere le quali sarà utile avere presente alcune nozioni di armonia di base.

#### III grado (intervallo di terza)
Nel sistema tonale occidentale questo grado di una scala serve come discriminatore per stabilirne il carattere:
- se è maggiore (detto anche terza maggiore comprendente 4 semitoni, per esempio Do/Mi), il pezzo in genere suona più allegro e spensierato;
- se è minore,(detta anche terza minore comprende 3 semitoni, per esempio Do/Mib) contribuisce ad un'atmosfera struggente.

Nel blues invece la terza non è così ben definita:
- a livello "fisico" la frequenza in Hertz della nota non corrisponde quasi mai né ad una terza maggiore né ad una terza minore;
- a livello "musicale" viene utilizzata per enfatizzare i passaggi importanti di un brano, facendola avvicinare alternativamente ad una terza maggiore o minore a seconda del risultato che si vuole ottenere.

L'indeterminatezza del terzo grado (maggiore-minore) può essere vista in modo diverso: la terza minore, ad esempio, può essere interpretata come una nona aumentata.
È invece sottolineata la settima minore, tipica e caratteristica del Blues.

#### V grado (intervallo di quinta)
Questo grado è presente nella quasi totalità delle culture musicali per la sua particolarità: corrisponde a 3/2 della frequenza presa come tonica. I due sistemi (tonale e... resto del mondo) si assomigliano molto su questo intervallo, che viene sfruttato come "forza trainante" per tornare alla tonica, pur se con scopi e modalità leggermente diversi:
- nella musica classica il passaggio V-I viene utilizzato come sigillo conclusivo di un passaggio musicale anche molto complicato: la cosiddetta cadenza perfetta;
- nel blues tradizionale è raro avere un vero e proprio finale, costruzione musicale introdotta infatti dai bluesman bianchi e dai musicisti di città in genere per rendere più commerciale la loro musica. Il V grado viene utilizzato per lanciare un altro giro della canzone e ricominciare tutto da capo (turnaround).

Il blues è composto da diversi movimenti circolari presenti a tutte le scale di grandezza:
- a livello ritmico si presenta come una figura chiamata shuffle, movimento sincopato a metà strada tra le terzine e i sedicesimi, che produce una continua tensione verso il beat successivo;
- a livello di struttura si ha una ripetizione ossessiva della stessa serie di accordi e frasi musicali, con variazioni più o meno significative e/o regolari;
- alla fine di ogni strofa si assiste al cosiddetto turnaround, tradotto spesso in italiano come giro di boa, concluso quasi sempre con il V grado.

Di importanza particolare è poi il V grado diminuito (detto tritono, 6 semitoni), utilizzato come nota di passaggio e capace da solo di portare una scala verso sonorità decisamente bluesy.

## Sottogeneri e generi derivati
Il blues ha prodotto una gran varietà di scene regionali, sottogeneri, ognuno con le sue caratteristiche peculiari e generi derivati come il fenomeno sviluppatosi tra i musicisti bianchi inglesi a metà degli anni sessanta, noto come British Blues.
Ha avuto un impatto determinante alla formazione del rock & roll, del boogie woogie, del rhythm and blues.

## Diffusione
In Finlandia è attivo dal 1968 il magazine Blues News, interamente dedicato al blues.

### Nel testo
- Gerhard Kubik, Africa and The Blues, University Press of Mississippi, 2008, ISBN 1-57806-146-6.
- William Barlow, Cashing In, in Split Image: African Americans in the Mass Media, 1993.
- Clarke, Donald, The Rise and Fall of Popular Music, St. Martin's Press, 1995, ISBN 0-312-11573-3.
- Ewen, David, Panorama of American Popular Music, Prentice Hall, 1957, ISBN 0-13-648360-7.
- Ferris, Jean, America's Musical Landscape, Brown & Benchmark, 1993, ISBN 0-697-12516-5.
- Garofalo, Reebee, Rockin' Out: Popular Music in the USA, Allyn & Bacon, 1997, ISBN 0-205-13703-2.
- Morales, Ed, The Latin Beat, Da Capo Press, 2003, ISBN 0-306-81018-2.
- Schuller, Gunther, Early Jazz: Its Roots and Musical Development, Oxford University Press, 1968, ISBN 0-19-504043-0.
- Southern, Eileen, The Music of Black Americans, W. W. Norton & Company, Inc., 1997, ISBN 0-393-03843-2.
- (EN) Jonathan Curiel, Muslim Roots of the Blues, su sfgate.com, SFGate, 15 agosto 2004. URL consultato il 2 giugno 2010 (archiviato dall'url originale il 5 settembre 2005).
- Gildo De Stefano, Trecento anni di jazz: le origini della musica afroamericana tra Sociologia e Antropologia, Milano, SugarCo, 1986, ISBN 0-19-502908-9.
- Gildo De Stefano, Ragtime, Jazz & dintorni: le origini della musica sincopata da Scott Joplin al Terzo Millennio, prefazione di Amiri Baraka, postfazione di Renzo Arbore, Milano, SugarCo, 2007, ISBN 978-88-7198-532-9.
- Gildo De Stefano, Una storia sociale del jazz, Prefazione di Zygmunt Bauman, Mimesis, Milano 2014
- Walter Mauro, La musica americana dal song al rock, Tascabili Economici Newton, 1994,  pp. 9-32, ISBN 88-7983-512-2.

### British Blues
- Bob Brunning (con prefazione di B.B. King), The Fleetwood Mac Story: Rumours and Lies (Omnibus Press, 2004)
- Christopher Hjort (con prefazione di John Mayall), Strange brew: Eric Clapton and the British Blues Boom 1965-1970, Jawbone, 2007 ISBN 1-906002-00-2
- Harry Shapiro, Alexis Korner: The Biography, Bloomsbury Publishing PLC, Londra 1997 con discografia di Mark Troster
- Bob Brunning, Blues: The British Connection, Londra 2002 - Helter Skelter ISBN 1-900924-41-2
- Dick Heckstall-Smith, The safest place in the world: A personal history of British Rhythm and blues, Clear Books 2004 ISBN 0-7043-2696-5
- Peter Green (con prefazione di B.B. King): Peter Green - Founder of Fleetwood Mac Martin Celmins - Londra 1995
- Eric Burdon con J.Marshall Craig: Don't Let Me Be Misunderstood New York 2001 - Thunder's Mouth Press
- Paul Myers: Long John Baldry and the birth of the British Blues Vancouver Canada 2007 - GreyStone Books

### Altre letture
- Massimo Cotto (a cura di), Enciclopedia del Blues e della musica nera, Milano, Arcana Editrice, 1994, ISBN 88-7966-038-1.
- Alan Lomax, La terra del blues. Delta del Mississippi, viaggio all'origine della musica nera., Con CD Audio, Il Saggiatore, 2005, ISBN 88-428-1148-3.
- Giles Oakley, Blues. La musica del diavolo, ShaKe Edizioni, 2009, ISBN 978-88-88865-75-1.
- Paul Oliver, The Story Of The Blues, new edition, Northeastern University Press, 1998, ISBN 1-55553-355-8.
- Robert Palmer, Deep Blues, Viking, 1981, ISBN 0-670-49511-5.
- Mike Rowe, Chicago Breakdown, Eddison Press, 1973, ISBN 0-85649-015-6.
- Jeff Todd Titon, Early Downhome Blues: a Musical and Cultural Analysis, 2ª ed., University of North Carolina Press, 1994, ISBN 0-8078-4482-9.
- Luciano Federighi, Blues On My Mind, L'epos, 2001, ISBN 88-8302-162-2
- B.B. King, Il blues intorno a me, 2ª ed., Feltrinelli Editore Milano, 2004, ISBN 88-07-81767-5.
- LeRoi Jones, Il popolo del blues. Sociologia degli afroamericani attraverso il jazz, Shake, 2007, ISBN 978-88-88865-27-0.
- Il Blues unica rivista trimestrale di Blues edita dal 1982 - vedi sito ufficiale
- Vincenzo Martorella, Il Blues, Einaudi, 2009, ISBN 978-88-06-19981-4.
- Stanley Sadie (a cura di), New Grove Dictionary of Music and Musicians, 2ª ed., Oxford University Press, ISBN 0-333-60800-3.
- Robert Santelli, The Big Book of the Blues, Penguin Books, 1993.
- AA.VV., Il colore del Blues? Black and White, Luna Nera, Ranfusina, Varzi, Pavia.
- Robert Lee Parker, Storia fotografica del blues, Pagano, 2001.
- Jeff Dunas, John Lee Hooker, William Ferris, State of the Blues, Könemann, 2008.
- Antonio Lodetti, Guida alla musica del diavolo - Il blues, la storia, i protagonisti, Kaos, Milano, 1988.